# 平田駅 (岩手県)
平田駅（へいたえき）は、岩手県釜石市大字平田にある三陸鉄道リアス線の駅。
駅の愛称は「漁火大観音」。駅ホームから望むことのできる釜石大観音に由来する。

## 歴史
- 1984年（昭和59年）4月1日：三陸鉄道南リアス線の駅として開業[1]。
- 2011年（平成23年）3月11日：東日本大震災で被災し南リアス線全線不通、駅営業停止。
- 2014年（平成26年）4月5日：吉浜駅 - 釜石駅間復旧に伴い営業再開[3]。
- 2025年（令和7年）
  - 3月2日：大船渡市山林火災に伴い、三陸 - 釜石間が運休となる。
  - 3月9日：営業再開。

## 駅構造
単式ホーム1面1線の高架駅で、無人駅である。

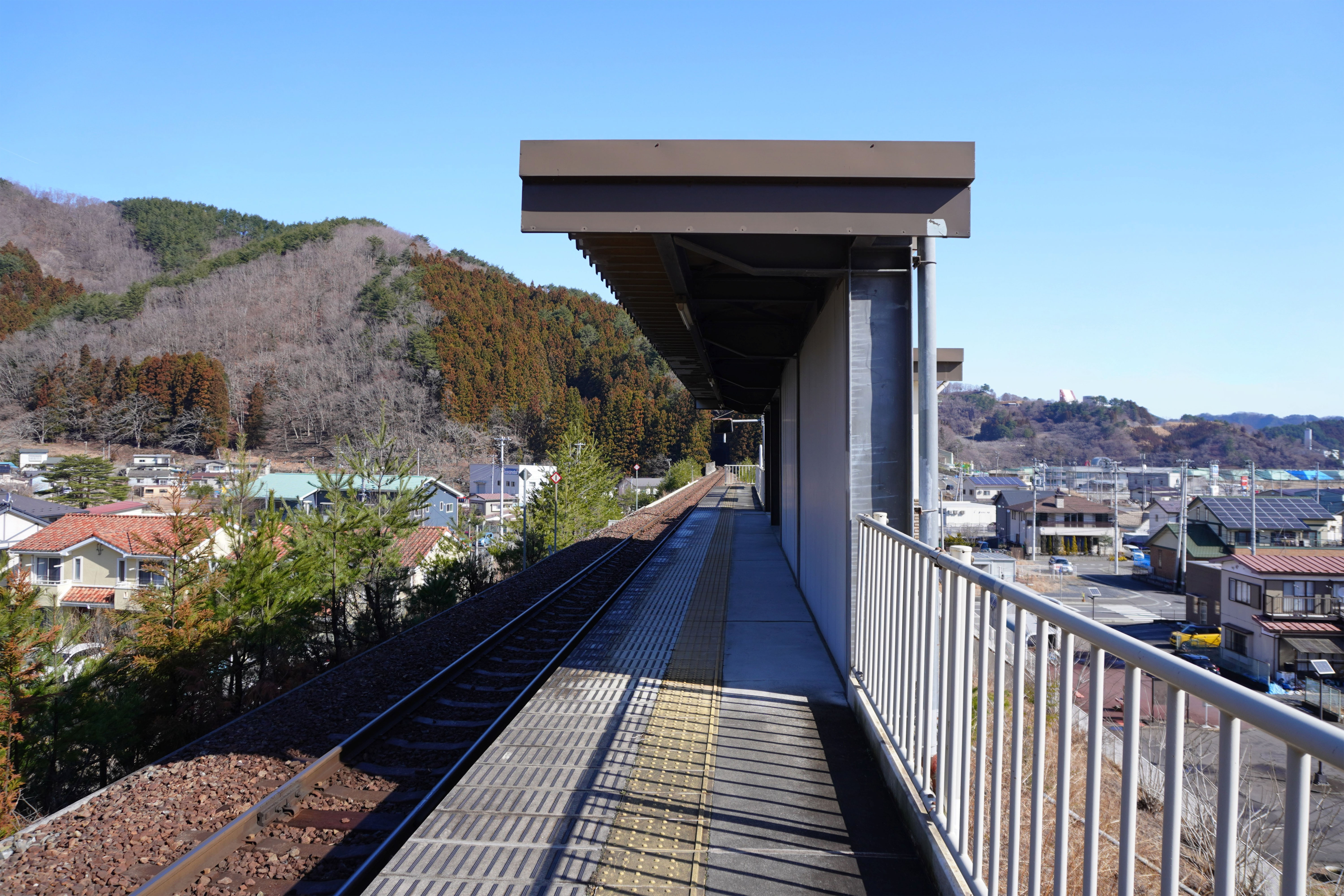
ホーム（2024年3月）

## 利用状況
「釜石市統計書」によると、2023年度（令和5年度）の1日平均乗車人員は4人である。
2004年度（平成16年度）以降の推移は以下のとおりである。
| 乗車人員推移       | 乗車人員推移     | 乗車人員推移 |
| 年度               | 1日平均 乗車人員 | 出典         |
| ------------------ | ---------------- | ------------ |
| 2004年（平成16年） | 110              | [ 市 2 ]     |
| 2005年（平成17年） | 113              | [ 市 2 ]     |
| 2006年（平成18年） | 107              | [ 市 2 ]     |
| 2007年（平成19年） | 113              | [ 市 3 ]     |
| 2008年（平成20年） | 98               | [ 市 3 ]     |
| 2009年（平成21年） | 26               | [ 市 3 ]     |
| 2010年（平成22年） | 27               | [ 市 4 ]     |
| 2011年（平成23年） | 運休             |              |
| 2012年（平成24年） | 運休             |              |
| 2013年（平成25年） | 運休             |              |
| 2014年（平成26年） | 5                | [ 市 5 ]     |
| 2015年（平成27年） | 6                | [ 市 5 ]     |
| 2016年（平成28年） | 4                | [ 市 5 ]     |
| 2017年（平成29年） | 1                | [ 市 6 ]     |
| 2018年（平成30年） | 4                | [ 市 6 ]     |
| 2019年（令和元年） | 16               | [ 市 6 ]     |
| 2020年（令和02年） | 11               | [ 市 7 ]     |
| 2021年（令和03年） | 11               | [ 市 7 ]     |
| 2022年（令和04年） | 9                | [ 市 8 ]     |
| 2023年（令和05年） | 4                | [ 市 1 ]     |

## 駅周辺
- 国道45号
- 県道249号桜峠平田線
- 釜石市立平田小学校
- 釜石市立平田幼稚園
- 岩手県水産技術センター
- 釜石平田郵便局
- スーパーみずかみ平田店
- 上平田ニュータウン
- 三浦命助の碑 - 近世最大の一揆（三閉伊一揆）の指導者

## 隣の駅
三陸鉄道
■リアス線
唐丹駅 - 平田駅 - 釜石駅

### 記事本文
1. 1 2  石野哲 編『停車場変遷大事典 国鉄・JR編』 II（初版）、JTB、1998年10月1日、487頁。ISBN 978-4-533-02980-6。
2. 1 2  「平田駅 | 三陸鉄道」三陸鉄道。2024年5月10日閲覧。
3. ↑  「三鉄が4月全線再開　南リアス線5日、北リアス線6日」『岩手日報』2014年1月2日。2014年1月3日時点のオリジナルよりアーカイブ。2014年1月11日閲覧。

### 利用状況
1. 1 2  「Ⅹ 運輸」『釜石市統計書（令和5年版）』（PDF）（レポート）釜石市、2025年4月4日、77頁。2025年6月24日閲覧。
2. ↑  「Ⅸ 金融」『釜石市統計書（平成18年版）』（PDF）（レポート）釜石市、2010年4月26日、78頁。2025年6月24日閲覧。
3. ↑  「Ⅹ 運輸・通信」『釜石市統計書（平成21年版）』（PDF）（レポート）釜石市、2012年11月2日、83頁。2025年6月24日閲覧。
4. ↑  「Ⅹ 運輸・通信」『釜石市統計書（平成22年版）』（PDF）（レポート）釜石市、2012年11月2日、83頁。2025年6月24日閲覧。
5. ↑  「Ⅹ 運輸」『釜石市統計書（平成28年版）』（PDF）（レポート）釜石市、2018年4月10日、79頁。2025年6月24日閲覧。
6. ↑  「Ⅹ 運輸」『釜石市統計書（令和元年版）』（PDF）（レポート）釜石市、2021年4月9日、79頁。2025年6月24日閲覧。
7. ↑  「Ⅹ 運輸」『釜石市統計書（令和3年版）』（PDF）（レポート）釜石市、2023年4月3日、79頁。2025年6月24日閲覧。
8. ↑  「Ⅹ 運輸」『釜石市統計書（令和4年版）』（PDF）（レポート）釜石市、2024年4月2日、77頁。2025年6月24日閲覧。